# オカルト (映画)
『オカルト』は、2009年に日本で公開されたホラー・スリラー映画。白石晃士が監督・脚本・撮影・編集に加えて本人役で出演している。キャッチコピーは「見てはいけない、地獄の映画」。
通り魔殺人事件を調査している映像制作会社のディレクターが、犯人に襲われた男を取材しているうちに、彼の「神の啓示」を受けたいう言葉にしだいに巻き込まれていき、やがて大量殺人計画に加担していく様を描く。そして一連の事件の裏に潜む「神」について描く。白石晃士監督がその後手がける作品の一部と世界観を同じくし、つながりをうかがわせる演出がある。

## 概要
「心霊ビデオ」物の短編を手がけていた白石晃士監督、POV・モキュメンタリーの手法を本格的に取り入れた作品。2005年の『ノロイ』でもPOVは取り入れていたが「本当にあったこと」としてドキュメンタリーの体は最後まで崩しておらず「フィクションの面白さが取り入れられない」というジレンマがあった。当時海外では『クローバーフィールド／HAKAISHA』や『REC／レック』のように、POVの手法を取り入れつつ大掛かりなスペクタクル場面を用意した作品が生まれていたことから、「ドキュメンタリーを模したフィクションにして、どうせフェイクにするなら大嘘をつこう」と決め、プロデューサーからも「低予算だが自由度は高い」と言われたので、思い通りに制作した。
また、本作では「ネットカフェ難民」「派遣業」「通り魔事件」といった、撮影当時の世相が反映している。主役である江野の日雇い労働者としての待遇や行動は、白石自身が上京し
てきた頃の体験が活かされている。2008年は土浦連続殺傷事件、八王子通り魔事件などの「社会への不満の発散」を目的とした通り魔事件が社会問題化していたが、中でも6月8日に発生した秋葉原通り魔事件が起こった時はちょうど脚本の完成間近だったため、「偶然だが脚本が現実になった」と驚いたという。ただし、シリアスな社会派作品とするつもりはなく。特にラストシーンについて、白石は「モキュメンタリーらしい、笑い飛ばせる作品にしたかった」と語っている。ラストシーンについては「スティーヴン・スピルバーグの『未知との遭遇』の"その後"を描いた」と語っている。
白石は、主役を演じた宇野祥平に当て書きしてシナリオを執筆し、名前も「江野祥平」とした。
劇中でカラスの大群が渋谷の上空に集まるシーンはCGではなくすべて本物である。撮影のため、カラスを呼ぶ芸を持つChim↑Pomに依頼した。「信号機があるため渋谷スクランブル交差点まで呼ぶのは無理だろう」と言われたが成功した。
白石監督作品との関連を匂わせるものとして、彼の作品にはたびたび登場する「霊体ミミズ」が本作でも描かれる。江野が「異界と神の存在」を語るのも他作品と類似している。また、『戦慄怪奇ファイル コワすぎ!最終章』では、作中に登場する「江野祥平」が、白石晃士が演じる田代正嗣に「白石くん」と呼びかけたり「別の世界で田代に恩がある」と語る場面がある。

## あらすじ
2005年8月12日、風光明媚な観光地・妙ヶ崎で、男が無差別に観光客を襲う通り魔事件が発生、死者2名、重傷者1名を出す惨事となる。事件直後、犯人の松木は海へ飛び込み、死亡したと思われるも死体は発見されず、犯行の動機も謎のままであった。
それから3年後、多くの謎に包まれたこの事件の調査を始めた映像ディレクターの白石晃士は、事件の被害者で唯一の生存者である江野祥平に出会う。彼は「事件の前に頭の中で『ミョウガサキエイケ』という声が聞こえた」「犯人から『次は君の番ね』と囁かれた」と語る。さらに「事件後に”奇跡”に遭遇するようになった」と語る江野に、白石はビデオカメラを渡し、彼の普段の行動を記録映像として残すよう依頼する。一方、自身は江野が犯人につけられた傷跡について調査を進め、それらがヒルコの神代文字であるという結論に至る。
江野が撮った映像の中で起きる”奇跡”は、取るに足らないものから始まり、徐々に規模が拡大していく。白石が江野に対し、まだ隠していることはないかと追及すると、「『自爆殺戮渋谷交差点』という声が聞こえる」「自分は”儀式”を遂行すべく神に選ばれた人間である」と話す。白石は彼を止めようと説得を試みるが、白石自身の体にも異変が起こり、逆に江野から「全てを記録する役目がある」と言われ、彼に協力することを決意する。
その後、2人は協力して”儀式”の準備を開始し、トラブルを重ねつつも自爆用装置を完成させる。決行予定日を迎えた2人は街で映画を観て、食事をとってから、スクランブル交差点に向かう。江野は予定通り自爆、死者108名、負傷者245名を出す「JR渋谷駅前爆破事件」として報じられ、白石は共謀罪で逮捕される。
21年後、刑期を終えた白石は、かつて江野たちと席を共にした馴染みの焼肉店で、プロデューサーから収監中の労をねぎらわれる。食事中、またも白石の身に起きた異変と同時に、どこからともなく自爆前に江野に貸したビデオカメラと百円硬貨が現れる。ビデオカメラの映像を確認した白石たちが、江野が自爆するまでの様子の後に見たものは、謎の空間の中で蠢く異様な物体、さらに江野や松木をはじめとした大勢の人間がもがき苦しみ、助けを求める姿だった。

## 主要登場人物
江野祥平
演 - 宇野祥平
妙ヶ崎通り魔事件で重傷を負った被害者。30歳。派遣のアルバイトで生計を立てるネットカフェ難民。ギャラとは別に宿泊場所の提供を求める、奢りの食事会で大量注文するなど厚かましい性格。また、お互いに他人行儀で付き合うことを嫌い、相手にも強要するため反感を買いやすい。
導かれるように妙ヶ崎に向かい、事件に遭遇する。事件の際、犯人から幾何学模様の傷を付けられ、「次は君の番ね」とささやかれる。頭の中で聞こえる声を「神からの啓示」ととらえ、資金を貯めて指示通り実行しようと計画する。白石と協力しながら用意を進め、自爆を決行するが、遺体は発見されなかった。その21年後に発見されたビデオに写っていた映像は阿鼻叫喚であり、（恐らく「神からの啓示」によって利用されていたことに気づき）白石の名を呼び助けを求めていた。
白石晃士
演 - 白石晃士
ディレクター。若槻からは「監督」と呼ばれる。作中の登場人物の中で唯一江野に親近感を持ち、互いに「くん」付けで呼んでいた。通り魔事件が起きた同日に登っていた山頂でヒルに噛まれたことがあり、そこと同じ箇所から出血する時が何らかの異変の前兆となる。
通り魔事件の関係者と接触する中で江野に出会い、「事件の後から奇跡を連続して体験している」と語る彼に興味を惹かれ、江野が要求した仮住まいや取材費といった条件を呑み、「奇跡」を映像で記録してもらうよう依頼する。彼が自爆する計画を描いていると知った時は、一度は止めようとするものの決意が固いと悟ると協力に転じ、手助けする。その結果、江野の起こした自爆事件の共謀罪で警察に逮捕され、21年後に釈放される。

## その他の登場人物
若槻彰
演 - 高槻彰
プロデューサー。白石からは「社長」と呼ばれている。当初から江野を取材対象にすることに気が進まない様子だったが、彼が大量殺人を犯す可能性があると知り、さらに頭を悩まされる。
栗林忍
演 - 栗林忍
アシスタントディレクター。食事会で江野の馴れ馴れしさに我慢ならず激怒するなど、彼の存在を疎ましく思っていた。偶然江野の自爆現場に居合わせ、不審に感じたため警察に通報しようとしたところ、自爆に巻き込まれて即死した。
松木賢
演 - 野村たかし
妙ヶ崎通り魔事件の犯人。事件当時31歳。幼い頃から（事件の際に江野に彼がつけたものとよく似ている）不思議なあざがある。事件後崖から海へ飛び込み、死亡したと思われたが遺体は揚がらず、動機は不明のままとなっている。
松木辰吉
演 - ホリケン。
賢の父親。
豊田治子
演 - 東美伽
妙ヶ崎通り魔事件の撮影者。三年後の取材で、事件を撮ることがすごく重要だという気がしたと語った。
近藤太
演 - 近藤公園
松木の友人。白石に松木が体験したという超常現象について証言するが、突然体調が悪化し、話を続けられなくなった。
米原美穂
演 - 吉行由実
妙ヶ崎通り魔事件の被害者の米原知美（さとみ、事件当時17歳）の母親。予定では娘と一緒に妙ヶ崎を訪れる予定だったが、急に都合が合わなくなり、結果的に被害を免れた。娘が夢の中で妙ヶ崎の美しい風景を見るとともに「そこで良いことがある」というお告げを聞き、実際に向かうことを決めたという。
右田紀子
演 - 篠原友季子
妙ヶ崎通り魔事件で最初に襲われ、即死した女性。事件当時25歳。
谷口英樹
演 - 大蔵省
右田紀子の婚約者。彼によれば、雑誌で妙ヶ崎の風景を見て、2人で妙ヶ崎を訪れることを決めたという。
黒沢清
演 - 黒沢清（特別出演）
映画監督。本業のかたわら、独学で考古学を学び、各地の遺跡の調査を進めており、役所が白石に紹介する。
渡辺ペコ
演 - 渡辺ペコ（特別出演）
漫画家。無意識にノートへ書いたものが、江野や松木の体にある謎の模様に似ていたため、白石が話を聞いていたところ、再び夢遊状態になり、別の絵を描く。
謎の男
演 ‐ 鈴木卓爾（友情出演）
爆弾の材料を買った江野を襲撃した謎の人物。江野が行こうとしている世界を「地獄だぞ」と警告してきたほか、手作りのムチ状の武器で江野を叩きつけながら爆弾の材料が入ったバッグを何度も奪おうとするが失敗する。

## スタッフ
- 監督・脚本・撮影 - 白石晃士
- 編集 - 白石晃士、高塚絵里加
- 音楽 - 中原昌也（Hair Stylistics）
- VFXアドバイザー - 岡野正広
- 特殊メイク・造型 - 征矢杏子
- 造型協力 - 西村映造
- 助監督 - 栗林忍
- プロデューサー - 山本正、しまだゆきやす

## 映像ソフト
- DVD
  - 通常版 - 2009年7月24日発売。
  - 廉価版 - 2016年3月25日発売。